# Didymoglossum lenormandii
Didymoglossum lenormandii là một loài dương xỉ trong họ Hymenophyllaceae. Loài này được Bosch Ebihara & Dubuisson mô tả khoa học đầu tiên năm 2006.